# Podargidae
Podargidae este un grup de păsări nocturne înrudite cu aegotheliformele, apodidele și colibri. Speciile din acest grup sunt răspândite în Indomalaya⁠(d) și Australasia.

## Taxonomie
Studiile de hibridizare ADN-ADN⁠(d) au sugerat că cele două grupuri de podargidae ar putea să nu fie atât de strâns legate cum se credea anterior și că speciile asiatice ar putea fi separabile ca o nouă familie, Batrachostomidae. Deși ele au fost incluse anterior în ordinul Caprimulgiformes, un studiu din 2019 a estimat divergența dintre Podargus și Batrachostomus între 30 și 50 milioane de ani, formând o cladă bine separată și fiind un grup soră al apodidelor, colibriilor și aegotheliformelor. Numele Podargiformes propus în 1918 de ornitologul Gregory Mathews⁠(d) a fost reintrodus pentru această cladă.

### Specii
- Genul Podargus

- Podargus strigoides
- Podargus ocellatus'
- Podargus papuensis

- Genul Batrachostomus

- Batrachostomus auritus
- Batrachostomus harterti
- 'Batrachostomus septimus
- Batrachostomus stellatus
- Batrachostomus moniliger
- Batrachostomus hodgsoni
- Batrachostomus poliolophus
- Batrachostomus javensis
- Batrachostomus affinis
- Batrachostomus cornutus
- Batrachostomus chaseni
- Batrachostomus mixtus

- Genul Rigidipenna

- Rigidipenna inexpectata